# The Rise and Fall of ECW
The Rise and Fall of ECW é um documentário em forma de DVD produzido pela WWE. Conta as principais histórias da promoção de wrestling profissional Extreme Championship Wrestling (ECW). Contém trechos com entrevistas com várias pessoas que trabalharam lá anteriormente, como o co-fundador e ex-presidente Paul Heyman bem como wrestlers como Tazz, Tommy Dreamer, Dawn Marie, Stevie Richards, Mick Foley, Rob Van Dam, Rhyno, Spike Dudley, Bubba Ray Dudley e D'Von Dudley. Tem duração de 5 horas e foi lançado em 14 de novembro de 2006.